# Los Hijos de Eilaboun

Eilaboun, aldea árabe cristiana ubicada en el valle de Beit Netofa

Los Hijos de Eilaboun (árabe: أبناء عيلبون ) es un documental de 2007 filmado por el actor y director palestino Hisham Zreiq (Zrake), que cuenta la historia del Nakba en Eilaboun y la Masacre de Eilaboun, cometida por el ejército Israelí durante la Operación Hiram en octubre de 1948. La película relata la historia del Éxodo Palestino de 1948 en Eilaboun, un pueblo al norte de Galilea entre Nazareth y el Mar de Galilea. En el incidente, catorce hombres fueron asesinados y doce de ellos fueron ejecutados. Los habitantes fueron expulsados a Líbano y se convirtieron en refugiados por algunos meses antes de lograr volver clandestinamente.
La película es la historia de la familia del director, y en especial la historia de su padre. Hisham Zreiq explicó por qué hizo la película cuando dijo "No podía respirar y sus ojos estaban llenos de lágrimas, y con voz temblorosa dijo 'Lo recuerdo como si acabara de ocurrir' -- esta es la forma en que terminó su historia, la historia de un niño de nueve años de un pequeño pueblo llamado Eilaboun, en 1948 en Palestina, la historia de mi padre, cuando era un refugiado".
Hisham Zreiq fue reconocido por Ramiz Jaraisy, el alcalde de Nazareth y por Hana Sweid, una político Árabe-Israelí y miembro de la Knéset de  Eilaboun, donde Jaraisy describe la película como una obra importante que cuenta la historia Palestina en contraste con la dominante versión Israelí.
Gilad Atzmon, un británico nacido en Israel, activista político y escritor, escribió en un artículo: "Zreiq se las arregla para entregar una lectura muy profunda y auténtica de la historia Palestina. También logra describir el intenso impacto emocional de la Nakba en los que sobrevivieron a su horror."  

## Sinopsis
La película comienza con Melia Zreiq, una anciana de Eilaboun, diciendo: "Espero que Dios traiga paz a esta tierra, y permita a los pueblos vivir juntos - una buena vida. Espero que haya paz". El historiador Ilan Pappe habla acerca del Plan Dalet, un plan en el que David Ben-Gurion y los líderes de la Haganá en Palestina trabajaron desde el otoño de 1947 hasta la primavera de 1948. Pappe discute los detalles del plan, y cómo fue llevado a cabo. El 30 de octubre de 1948, la armada Israelí entró a Eilaboun aproximadamente a las 5 AM. Luego obligaron a los ciudadanos a reunirse en la plaza principal del pueblo. Eligieron diecisiete hombre jóvenes. Cinco de ellos fueron tomados como escudo humano, y los doce restantes fueron asesinados, cada uno en una ubicación diferente. Todo esto ocurrió después de la expulsión del resto del pueblo para el Líbano, donde se convirtieron en refugiados después de cinco días de marcha forzada al Líbano. Después de que un miembro del mantenimiento de la paz de las Naciones Unidas observó y reportó lo sucedido, Israel fue forzado a recibir a la gente de vuelta.

## Premios y Festivales
La película ganó el premio Al-Awda en Palestina en 2008, y fue proyectado en varios festivales y eventos, tales como:
- Sexta Convención Anual Internacional Al-Awda 2008, California, EUA[9]
- Festival de Cine Palestino de Boston 2008, EUA[10]
- Festival Internacional de Cortometraje de İzmir 2008, Izmir, Turquía[11]
- El Festival Internacional de Cine Euro-Árabe AMAL 2008, España[12]
- Festival de Cine de Cartago 2008 (Palestine: To remember section), Cartago, Túnez[13]
- Regards Palestiniens, Montreal, Canadá[14]
- Festival de Cine Palestino de Chicago, Chicago, EUA[15]
- 13 Edición Festival Anual de Cine Árabe, Los Ángeles, EUA[16]
- Sexto Festival de Cine Árabe de las Ciudades Hermanas, Minnesota, EUA[17]
- Festival de Cine Palestino en Madrid, 2010, España[18]
- Festival de Cine Al Ard Doc, 2011, Cagliari, Italia[19]
- Festival de Cine Palestino de Toronto, 2012, Toronto, Canadá[20]